# Мачевић
Мачевић (рум. Măceşti) је насеље града Нова Молдава, жупанија Караш-Северен у Румунији. Насеље је значајно по присутној српској националној мањини у Румунији.

## Положај насеља
Село Мачевић се налази у румунском делу Ђердапа (код месних Срба познат као Банатска клисура), на јужним падинама Банатских планина. Положен је у Дунавској низији, на левој обали Дунава.

## Историја
Село се помиње 1515. године. По царском ревизору Ерлеру из 1774. године, произилази да је место "Macsovez" милитарског статуса, налази се у Ракаждијском округу, Новопаланачког дистрикта, и у њему је становништво претежно влашко. Број становника у Мачевићу је средином 19. века лагано растао. Тако је 1847. године ту било 220 православних душа, а 1867. године - 270.
Мачевић је 1905. године мала општина у Новомолдавском срезу. Ту је било 778 становника у 130 домова. Срба има 740, а Румуна и Цигана 38 душа. Од јавних здања ту су српска православна црква и покомунаљена основна школа. Последња пошта и брзојав били су ван села у Старој Молдави.

## Становништво
По последњем попису из 2002. године село Мачевић имало је 606 становника. Последњих деценија број становника опада.
Село је од давнина било претежно српско, што је сачувано до данас. Национални састав на појединим пописима био је следећи:
| Година пописа | 1910. год.  | 1992. год.  | 2002. год.  |
| Укупно ст.    | 731         | 718         | 606         |
| Срби          | 699 (95,6%) | 643 (89,6%) | 488 (80,5%) |
| Румуни        | 26 (3,6%)   | 67 (9,3%)   | 105 (17,3%) |
| остали        | 5 (0,7%)    | 8 (1,1%)    | 12 (2,0%)   |

## Религија
Место за православну цркву је одређено 1800. године, за време пароха поп Антонија Марковића (1792—1829). Међутим дуго је трајало спремање за градњу. На крају, подигнута је богомоља, као једна у низу кућа у улици. Била је то кућа - капела, са озиданим темплом. Православни храм посвећен празнику Вазнесења Господњег, подигнут је 1856. године, са два звона у торњу, за време пароха Евгенија Стефановића (1845—1856). На иконостасу је неколико икона сликара Аксентија Маришескуа. Тек 1969. године подигнут је торањ над западним делом те грађевине. Уследила је општа обнова 1982. године, током које је црква продужена према истоку, у ствари дозидана јој је полукружна олтарска апсида. Нову скромну олтарску преграду, израдио је столар Жива Марковић, а иконе декоративно сликао аматер Никалај Шух. Ту се налазе и неке, по изради боље иконе рад свештеника Драгутина Остојића.
По државном шематизму православног клира из 1846. године, у месту "Matsevatz" је православно парохијско звање основано и црквене матичне књиге се воде од 1794. године (или 1792). Парохијани њих 507 душа, користе цркву у Молдави за духовне потребе. Свештеник је 1846. године био поп Василије Јоакимовић. Он се јавља и као пренумерант једне српске књиге.
У Мачевићу је уређена црквена општина, скупштина је редовна, под председништвом калуђера Теофана Миленковића. Парохија је шесте класе, има парохијски дом и парохијску сесију од 31 кј. земље. Има српско православно гробље а црквено-општински иметак је 43 кј. земље. Администратор парохије био 1904—1905. године јеромонах Теофан Миленковић, родом из Соколовца, који служи у месту већ 29 година.

## Образовање
Народна школа у Мачевићу је 1846. године имала 40 ђака, које је водио учитељ Јован Радонић. Године 1889. у Мачевићу ради српски учитељ Коста Јунгић. Сиромашна црквена општина у Мачевићу као 1890. године, привлачи пажњу племенитих родољуба, који јој шаљу често претплату за "Школски лист". Школска зграда је скромна грађевина, и налази се уз саму цркву. Мачевићка основна школа је од 1874. године комунална, општинска. Издржава се из тзв. Граничарског фонда, а има једно здање. Учитељ је 1905. године Ђорђе Грбић, а предаје деци која иду на редовну наставу - њих само 22, од 85 стасалих ђака.